# شذوذ جنسي
الشُّذوذ الجِنسي أو الانحِراف الجِنسي أو الخَطَل الجِنسي (بالإنجليزية: Paraphilia) (نقحرة: بارافيليا) هو مصطلح طبي يستخدم لوصف حالة الشعور بإثارة الجنسية تجاه أشياءَ وحالات لا تكون جزءًا من المنبِّهات الجنسية العادية. لا يوجد إجماع علمي دقيق للتفرقة بين الشذوذ الجنسي والغرابة الجنسية (بالإنجليزية: Kink) وهناك جدل بين الأطباء بشأن إضافة الشذوذ الجنسي في الدلائل التشخيصية كالدليل التشخيصي والإحصائي للطب النفسي والتصنيف الدَّولي للأمراض، وقد كانت المثلية الجنسية مصنفة ضمن الدليل التشخيصي والإحصائي للاضطرابات النفسية كأحد أنواع الشذوذ الجنسي إلا أنها أزيلت من التصنيف في عام 1980 بناء على تصويت الأعضاء. ولا يزال هناك جدل كبير حول عدد وتسمية الشذوذات الجنسية.

## التسمية
استخدمت العديد من المصطلحات لوصف الاهتمامات الجنسية غير القياسية (الشاذة)، ولا يزال هناك نقاش بشأن الدقة التقنية والتصورات المتعلقة بالوصم الاجتماعي. وقد استخدم عالم الجنس جون ماني مصطلح بارافيليا (paraphilia) كتسمية غير ازدرائية لوصف الاهتمامات الجنسية الشاذة. وقد وصف جون البارافيليا بأنها "زخرفة جنسية أو بديلا للقاعدة أو النمط الأيديولوجي الرسمي". وقد كتب الطبيب النفسي غلين غابارد أنه على الرغم من الجهود التي يبذلها كل من ستيكل وجون، فإن مصطلح " بارافيليا" يبقى مصطلحا ازدرائيا في معظم الظروف."
وقد نسبت صياغة عبارة «بارافيليا» (بارافيلي) إلى فريدريش سالومون كراوس في عام 1903، ودخلت اللغة الإنجليزية عام 1913، في إشارة إلى كراوس من قبل طبيب المسالك البولية ويليام ج. روبنسون. وقد تم استخدام المصطلح مع بعض الانتظام من قبل ويلهلم ستيكل في عقد 1920. ويأتي هذا المصطلح من اليونانية (الفقرة) «بجانب» و (-الأصدقاء) «الصداقة والحب».
في أواخر القرن التاسع عشر، بدأ علماء النفس والأطباء النفسيون في تصنيف مختلف الشذوذات (بارافيليا) لأنهم أرادوا نظاما وصفيا أكثر من الهياكل القانونية والدينية لللواط أو الانحراف. وقبل إدخال مصطلح بارافيليا في الدليل التشخيصي عام (1980)، استخدم مصطلح الانحراف الجنسي للإشارة إلى الشذوذات الجنسية (بارافيليا) في أول طبعتين من الدليل. في عام 1981، وصفت مقالة نشرت في المجلة الأمريكية للطب النفسي البارافيليا بأنها "الاثارات والخيالات الجنسية المتكررة، والمكثفة، والتحفيز الجنسي، أو السلوكيات التي تتضمن بشكل عام:
- أشياء غير بشرية
- المعاناة، أو إذلال النفس أو الشريك
- الأطفال
- أشخاص غير موافقين على ممارسة الجنس

### المثلية الجنسية وغير المغايرة الجنسية
كانت المثلية الجنسية تناقش في وقت ما باعتبارها انحرافا جنسيا. واعتبر سيغموند فرويد والمفكرين النفسيين اللاحقين المثلية الجنسية والبارافيليا (الشذوذ الجنسي) بأنه ينجم عن العلاقات النفسية غير المعيارية إلى عقد أوديب. وعلى هذا النحو، فقد أشار مصطلح «الانحراف الجنسي» أو «المنحرف» إلى مثلي الجنس، فضلا عن غيرهم من غير المغايرين (الأشخاص الذين يخرجون عن المعايير المتصورة للميول الجنسية).
وبحلول منتصف القرن العشرين، بدأ ممارسو الصحة العقلية إضفاء الصبغة الرسمية على التصنيفات «الجنسية المنحرفة» إلى فئات. وكانت المثلية الجنسية في الأصل في أعلى قائمة التصنيف (الرمز 302.0) إلى أن قامت الجمعية الأمريكية للطب النفسي بإزالة المثلية الجنسية من الدليل التشخيصي في عام 1974. وكتب مارتن كافكا «الاضطرابات الجنسية التي اعتبرت قديما بأنها شذوذ (بارافيليا) (على سبيل المثال، المثلية الجنسية) هي الآن تعتبر متغيرات من الحياة الجنسية العادية.»

## الأسباب
تعتبر أسباب الشذوذ الجنسي (البارافيليا) غير واضحة، على الرغم من أن مجموعة متزايدة من البحوث يشير إلى احتمال حدوث علاقة عصبية قبل الولادة. وفي دراسة عام 2008 قمت بتحليل الخيالات الجنسية ل 200 رجل مغاير جنسيا باستخدام امتحان ويلسون للخيالات الجنسية، حددت أن الذكور الذين لديهم درجة واضحة من الفيتيشية لديهم عدد أكبر من الإخوة الأكبر سنا، وهي نسبة عالية من 2D: 4D (مما يشير إلى الإفراط في التعرض لهرمون الاستروجين قبل الولادة)، واحتمال مرتفع من أن يكون مستخدم لليد اليسري، مما يشير إلى أن اضطراب الدماغ قد يلعب دورا في الانحراف.
تقترح المدرسة السلوكية أن الشذوذ الجنسي (البارافيليا) قد تم اشراطه أو تكيفه في وقت مبكر من الحياة، خلال تجربة اقتران التحفيز الشاذ مع الإثارة الجنسية المكثفة. وتقترح سوزان نولين-هوكسيما أنه بمجرد تكون هذا الارتباط، فإن الأوهام المتعلقة بهذا التحفز أثناء الاستمناء تعزز وتوسع الإثارة الشاذة.

## التشخيص
هناك جدل علمي وسياسي حول استمرار إدراج التشخيصات المتعلقة بالجنس مثل الشذوذ الجنسي (البارافيليا) في الدليل التشخيصي، وذلك بسبب وصمة العار الناجمة عن تصنيفها على أنها مرض عقلي.
وقد سعت بعض المجموعات إلى مزيد من الفهم والقبول للتنوع الجنسي، كما أنه له نوع من الضغط من أجل إحداث تغييرات في الوضع القانوني والطبي للاهتمامات والممارسات الجنسية الغير معتادة. وقد جادل تشارلز ألين موسر (Charles Allen Moser)، وهو طبيب ومدافع عن الأقليات الجنسية، بأنه ينبغي إزالة التشخيص من كتيبات التشخيص.

### الاهتمامات النمطية مقابل الاهتمامات غير النمطية
أشار ألبرت يولينبورغ (Albert Eulenburg)(1914) إلى القواسم المشتركة في كل الشذوذات (البارافيليا)، وذلك باستخدام المصطلحات المتاحة آن ذاك، وقال أن «جميع أشكال الانحراف الجنسي فيها شيء مشترك: فجذورها تصل إلى أسفل إلى قالب الحياة الجنسية الطبيعية والمعتادة، وهناك فهي ترتبط ارتباطا وثيقا بشعور وتعبيرات مشاعرنا الفسيولوجية، فهي تكاثفات زائدية، وتشوهات، ونتائج مشوهة لبعض التعبيرات الجزئية والثانوية لهذا الشبق الذي يعتبر» طبيعيا«أو على الأقل في حدود صحة المشاعر الجنسية الطبيعية».
تحتوي الأدبيات السريرية على تقارير عن العديد من الشذوذات الجنسية، وبعضها فقط تلقي وضع خاص في التصنيف التشخيصي للجمعية الأمريكية للطب النفسي أو منظمة الصحة العالمية. هناك خلاف حول الاهتمامات الجنسية التي ينبغي اعتبارها اضطرابات شذوذ مقابلة بالمتغيرات الطبيعية للاهتمامات الجنسية. على سبيل المثال، اعتبارا من أيار / مايو 2000، في الدليل التشخيصي «لأن بعض حالات السادية الجنسية قد لا تنطوي على ضرر للضحية (على سبيل المثال، إيقاع الإذلال على شريك موافق عليه)، فإن صياغة السادية الجنسية تنطوي على مزيج من صياغتها في النسخة الثالثة والرابعة من الدليل، بمعنى لأن يكون الشخص قام بالسادية مع شخص غير موافق، أو أن هذه الخيالات الجنسية، أو السلوكيات تسببت في اضطراب ملحوظ أو صعوبة بين الأشخاص»).
كما يعترف الدليل التشخيصي والإحصائي للاضطرابات النفسية والتشخيصية بأن تشخيص وتصنيف الشذوذات عبر الثقافات أو الأديان «هو أمر معقد بحقيقة أن ما يعتبر انحرافا في بيئة ثقافية واحدة قد يكون أكثر قبولا في إطار آخر». ويرى البعض أن النسبية الثقافية يجب أخذها في الاعتبار عند مناقشة الشذوذات الجنسية (البارافيليا)، لأن هناك تباين واسع بشأن ما هو مقبول جنسيا عبر الثقافات المختلفة.

### الكثافة والنوعية
يميز الأطباء بين البارافيليا الحصرية والاختيارية والمفضلة، على الرغم من أن المصطلحات لهذه الانواع ليست محددة تماما. فالبارافيليا الاختيارية هي بديل أو طريق أخر للوصول إلى الإثارة الجنسية. بينما في البارافيليا المفضلة، يفضل الشخص البارافيليا على الأنشطة الجنسية التقليدية، ولكنه يستطيع أيضا أن يشارك في الأنشطة الجنسية التقليدية.
وتشمل الأدبيات دراسات حالة واحدة من البارافيليا نادرة للغاية. ومن بينها هؤلاء المراهقين الذكور الذين كان لديهم اهتمامات فيتيشية قوية تجاه مواسير عوادم السيارات، وآخر تجاه نوع معين من السيارات، وثالث تجاه العطس (سواء عطسه هو أو عطس الآخرين).

### الدليل التشخيصي النسخة الأول والثانية
في الطب النفسي الأميركي، وقبل نشر الدليل التشخيصي والإحصائي الأول، تم تصنيف البارافيليا كحالات «شخصيات مرضية لديها جنسية مرضية». وشمل الدليل التشخيصي والإحصائي الأول (1952) الانحراف الجنسي باعتباره اضطراب في الشخصية من النوع الفرعي المعادي للمجتمع. وكان التوجيه التشخيصي الوحيد هو أن الانحراف الجنسي ينبغي أن يكون «محجوزا للجنسية المنحرفة والتي لم تكن تظهر أعراض متلازمات أوسع نطاقا، مثل الفصام أو ردود الفعل الوهمية». وقد تم تقديم تفاصيل الاضطراب لاحقا باعتباره «مصطلحا تكميليا» لتشخيص الانحراف الجنسي. ولم تكن هناك قيود في الدليل التشخيصي والإحصائي الأول حول ما يمكن أن يكون عليه هذا المصطلح التكميلي.
واستمر الدليل التشخيصي والإحصائي الثاني (1968) في استخدام مصطلح الانحرافات الجنسية، ولكنه لم يعد ينسبها إلي اضطرابات الشخصية، بل إلى جانبها في فئة واسعة بعنوان «اضطرابات الشخصية وبعض الاضطرابات النفسية غير الذهانية الأخرى». وكانت أنواع الانحرافات الجنسية المدرجة في الدليل التشخيصي والإحصائي الثاني للاضطرابات النفسية هي: اضطراب التوجه الجنسي (المثلية الجنسية)، والفيتيشية، والولع الجنسي بالأطفال، والاستعراضية، والسادية، والماسوشية، و «الانحراف الجنسية الآخري». والتي لم يتم تقديم تعريف أو أمثلة لها، ولكن كان المقصد العام من تصنيف الانحرافات الجنسية هو لوصف التفضيل الجنسي للأفراد الموجه في المقام الأول نحو الأشياء الأخرى أو الأفراد من غير الجنس الآخر، أو نحو السلوكيات الجنسية التي لا ترتبط عادة بالجماع، أو تجاه الجماع في ظروف غريبة، كما في الولع الجنسي بالأطفال، السادية الجنسية. باستثناء إزالة المثلية الجنسية من الدليل التشخيصي والإحصائي الثالث فصاعدا، فقد قدم هذا التعريف معيارا عاما ارشد إلي تعاريف محددة للبارافيليا في طبعات الدليل اللاحقة،

## العلاج
يعتقد معظم علماء النفس أنه لا يمكن تغيير الاهتمامات الجنسية. وفي المقابل، فالهدف من العلاج هو الحد من عدم ارتياح الشخص مع البارافيليا والحد من أي سلوك إجرامي. تتوفر طرق العلاج النفسي والدوائي لهذه الغاية.
العلاج السلوكي المعرفي، في بعض الأحيان، يمكن أن يساعد المصابين بالبارافيليا على تطوير استراتيجيات لتجنب الاستجابة لها. يتم تعليم المرضى كيفية التعرف والتعامل مع العوامل التي تجعل استجابتهم للبارافيليا أكثر احتمالا، مثل الإجهاد والتوتر. وهذا هو حاليا الشكل الوحيد للعلاج النفسي للبارافيليا المدعوم بالأدلة.

### الأدوية
العلاجات الدوائية يمكن أن تساعد الناس في السيطرة على سلوكياتهم الجنسية، ولكن لا تغير محتوى البارافيليا. وعادة ما تصاحب العلاج السلوكي المعرفي لمن أجل إحداث أفضل تأثير.

### مثبطات استرداد السيروتونين الانتقائية
وتستخدم مثبطات استرداد السيروتونين الانتقائية، وخاصة مع الاستعراضية، والاستمناء القهري. ويقترح أن يكون عمل هذه الأدوية من خلال الحد من الإثارة الجنسية، والقهر، والأعراض الاكتئابية. ومع ذلك، فإن الأدلة الداعمة لهذه الأدوية محدودة.

### مضادات الأندروجين
تستخدم مضادات الأندروجين في الحالات الأكثر شدة. وعلى غرار الإخصاء البدني، فإنها تعمل عن طريق خفض مستويات الاندروجين، وبالتالي وصفت بأنها إخصاء كيميائي. وقد تبين أن خلات سيبروتيرون المضادة للاندروجين قد خفضت إلى حد كبير الأوهام الجنسية والسلوكيات المخالفة. كما تم استخدام خلات ميدروكسيبروجستيرون ومنبهات هرمون موجهة الغدد التناسلية (مثل خلات ليوبروليد) لخفض الدافع الجنسي. نظرا للآثار الجانبية، يوصي الاتحاد العالمي لجمعيات الطب النفسي البيولوجي باستخدام العلاجات الهرمونية فقط عندما يكون هناك خطر خطير من العنف الجنسي، أو عندما تكون الأساليب الأخرى قد فشلت. تم التخلي عن الإخصاء الجراحي إلى حد كبير لأن هذه البدائل الدوائية ذات فعالية مماثلة وأقل جائحة.

## وصلات خارجية
- قائمة الشذوذ الجنسية (البارفيليات) الواردة ضمن الدليل التشخيصي والإحصائي للاضطرابات النفسية بطبعته الرابعة وبالمراجعة النصية للطبعة الرابعة (بالإنجليزية)
- معايير تشخيصية مقترحة خاصة بقسم الجنس والنوع الاجتماعي في الدليل التشخيصي والإحصائي بطبعته الخامسة (بالإنجليزية)